# قرار مجلس الأمن التابع للأمم المتحدة رقم 569
قرار مجلس الأمن التابع للأمم المتحدة رقم 569، المعتمد في 26 يوليو 1985، بعد الإعراب عن غضبه وقلقه إزاء المعاناة التي يسببها نظام الفصل العنصري في جنوب أفريقيا، أدان المجلس كذلك السياسات القمعية لنظام الفصل العنصري بما في ذلك القتل والإبعاد القسري، وكذلك حيث فرضت حالة الطوارئ في 36 منطقة بالبلاد طالب برفعها فوراً.
ودعا المجلس إلى إطلاق سراح جميع السجناء السياسيين في البلاد، بمن فيهم نيلسون مانديلا، وأن إقامة مجتمع حر وديمقراطي يمكن أن يؤدي إلى حل. كما حث الدول الأعضاء، بالإضافة إلى الحظر الإجباري على توريد الأسلحة، على المشاركة في القيود المفروضة على الاستثمارات، والعلاقات البحرية والجوية، والعلاقات الرياضية والثقافية، ومراقبة بيع كروغرراند، مشيدًا بالدول الأعضاء التي اعتمدت بالفعل مثل هذه الإجراءات.
وأخيراً، طلب القرار من الأمين العام إصدار تقرير عن تنفيذ القرار الحالي.
تم تبني القرار بأغلبية 13 صوتاً، مع امتناع كل من المملكة المتحدة والولايات المتحدة عن التصويت.